# 诺里奇大医院
大医院（Great Hospital）是一家中世纪医院，自13世纪以来一直为英格兰诺福克的诺里奇人民服务。它位于诺里奇座堂东北，文苏姆河的弯道上，占地7-英畝（2.8-公頃）。1249年，瓦尔特·德·苏菲尔德主教创立了圣艾智德医院（Saint Giles's Hospital）。医院以其持续护理的历史、现存的中世纪建筑 （大部分仍在使用中）, 以及记录医院悠久历史的大量档案而著称。

## 历史
1249年新医院的最初受益者是年迈的神父、贫穷的学者以及生病和饥饿的穷人。当时的神父仍过独身生活，因此年老时没有家人照顾。这些贫穷的学者,是在当地歌咏学校择优选拔的男孩，在学习期间每天供一顿饭，直到他们很好的掌握拉丁文。这些聪明但贫穷的男孩得到这些帮助，有机会接受训练，咏唱圣诗，甚至进入圣职。
医院为生病的穷人准备了30张病床，每天在医院门口为13名穷人提供食物。医院模仿奥斯定会会规，避免过度的仪式，以腾出更多的时间进行慈善工作。
目前，大医院是诺里奇12的一部分。
医院有 9座登录建筑，其中7座于1954年2月26日列入（5座一级，2座二级），2座于1972年6月5日列入。

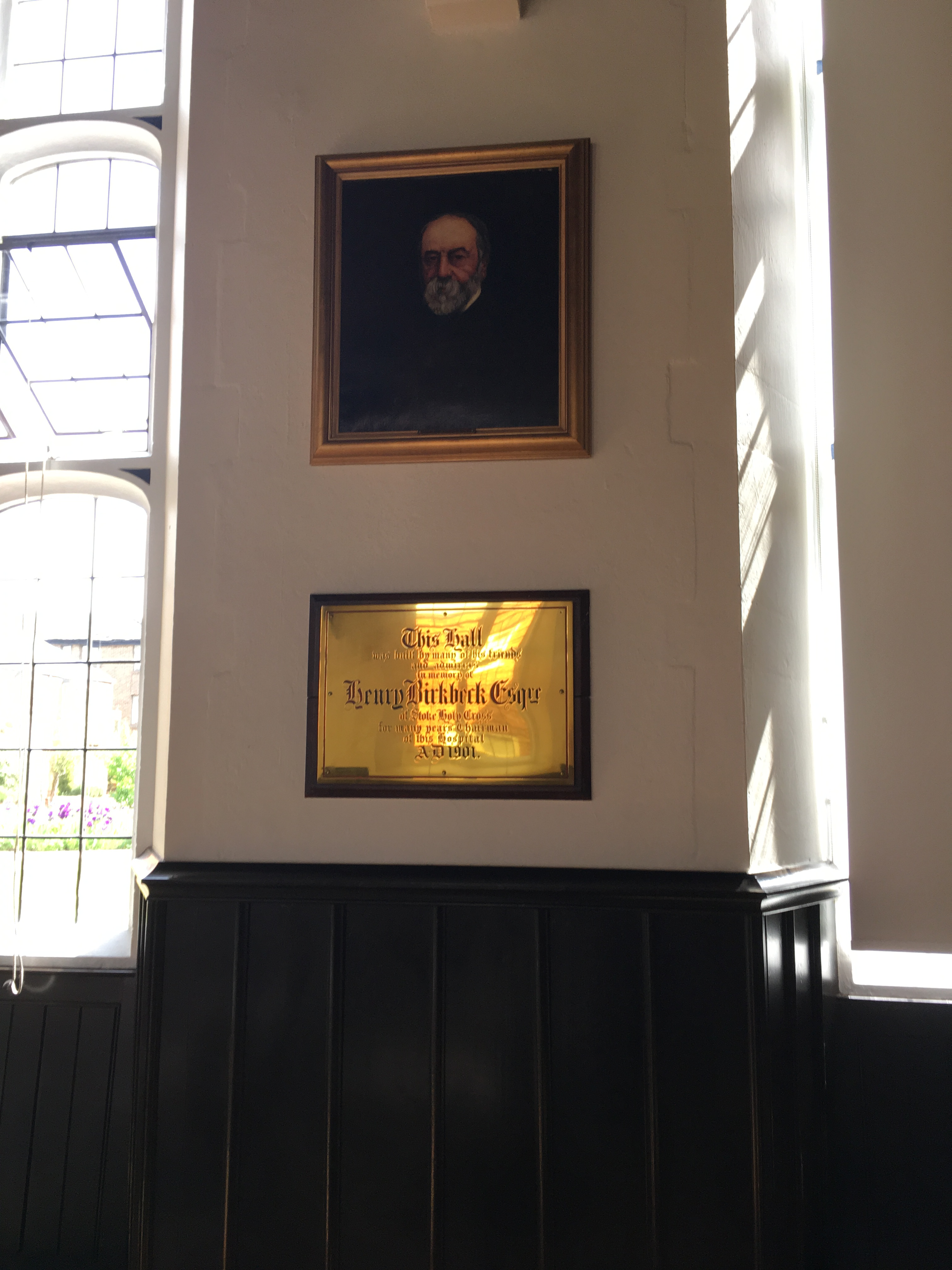